# KazEOSat-2
KazEOSat-2, auch bekannt als Medium Resolution Earth Observation Satellite, KazMRES oder DZZ-MH ist ein Erdbeobachtungssatellit der kasachischen Firma Gharysh Sapary, die Weltraumprojekte für die kasachische Regierung durchführt. 
Er wurde am 19. Juni 2014 um 19:11 UTC mit einer Dnepr-Trägerrakete vom Kosmodrom Jasny (zusammen mit 36 weiteren Satelliten, darunter Deimos-2, Hodoyoshi-3 und 4) in eine sonnensynchrone Umlaufbahn gebracht und soll den im April 2014 gestarteten KazEOSat-1 ergänzen.
Der dreiachsenstabilisierte Satellit ist mit einer von Jena-Optronik entwickelten Fünfkanal-Multispektralkamera (blau 440–510 nm, grün 520–590 nm, rot 630–730 nm, rot 690–730 nm und infrarot 760–850 nm) mit einer Auflösung von 6,5 m und einer Schwadbreite von 77 km ausgerüstet und soll der Agrar- und Ressourcenüberwachung, Katastrophenmanagement und Landnutzungskartierung dienen. Die Energieversorgung übernehmen drei auf den Außenseiten des Satelliten installierte Solarzellen-Flächen mit einer Gesamtleistung von maximal 165 Watt und Lithium-Ionen-Akkumulatoren mit einer Kapazität von 15 Ah. Die Bahnregelung übernehmen Xenon-Ionentriebwerke. KazEOSat-2 wurde auf Basis des SSTL-150+ Satellitenbus der Surrey Satellite Technology (Teil der Airbus-Gruppe) gebaut und besitzt eine geplante Lebensdauer von drei Jahren. Der Vertrag zum Bau des Satelliten wurde im Oktober 2009 abgeschlossen.